# Branden i Grand Kartal Hotel
Branden i Grand Kartal Hotel var en brand i hotellet Grand Kartal Hotel ved det tyrkiske skisportssted Kartalkaya (en) 170 km nordvest for Ankara.
Branden startede 21. januar 2025 kl. 03.27, lokal tid, muligvis i et område på fjerde sal (af tolv), der indeholder restauranter, og kostede 76 mennesker livet, mens 51 kom til skade. Dødstallet er løbende blevet opjusteret fra 10 og senere til 66, før det landede på 76. I 2021 og 2024 var der under inspektioner ikke fundet brandsikkerhedsrelaterede problemer. Dagen efter blev der erklæret landesorg. Hotellet havde på brandtidspunktet 238 registrerede gæster.
Der blev ifølge den lokale guvernør sendt 30 brandbiler og 28 ambulancer til stedet. Grundet vejret og afstanden tog det brandbilerne en time at nå frem til hotellet. Der er anholdt fire personer i forbindelse med branden. Herunder ejeren af hotellet.